# Bollo de jamón y huevo
El bollo de jamón y huevo es un tipo de pastel de Hong Kong. Contiene una lámina de huevo y jamón. Se encuentra frecuentemente en Hong Kong, así como en algunas panaderías de barrios chinos extranjeros.